# Língua sirionó
Sirionó (ou Mbia Chee, Mbya, Siriono) é uma língua do tronco tupi (Tupi-Guarani do subgrupo II) falada por cerca de 400 do povo Sirionó  (50 só falam essa língua) e 120 Yuqui no leste da Bolívia (leste de Beni e noroeste de Santa Cruz na vila de Ibiato (Eviato) e ao longo do Rio Blanco, em fazendas e ranchos.

## Fonologia
Sirionó apresenta contraste fonêmico entre vogais frontais, centrais e posteriores; fechadas e médias: 
| i ĩ | ɨ ɨ̃ | u ũ |
| e ẽ | ə ə̃ | o õ |
|     | a ã |     |